# نيل هيلمان
نيل هيلمان (بالإنجليزية: Neil Hillman)‏ هو مصمم صوتي ‏ بريطاني، ولد في 31 يناير 1960 في Sutton Coldfield ‏ في المملكة المتحدة.